# Mircea Voda
Mircea Voda is een Roemeense gemeente in het district Constanța.
Mircea Voda telt 4829 inwoners.